# Hartmut Piniek
Hartmut Piniek (* 5. Juni 1950 in Wolgast) ist ein deutscher Maler.

## Leben und Werk
Hartmut Piniek war nach einer Malerlehre als Werftschweißer, Theatermaler und wissenschaftlicher Grafiker tätig. Von 1979 bis 1984 studierte er Malerei bei Volker Stelzmann, Dietrich Burger und Arno Rink an der Leipziger Hochschule für Grafik und Buchkunst. Anschließend absolvierte er von 1984 bis 1987 ein Meisterschülerstudium bei Bernhard Heisig und lehrte selbst von 1987 bis 1998 an der Hochschule für Grafik und Buchkunst Leipzig als Assistent und Dozent für Malerei. Er war von 1984 bis 1990 Mitglied des Verbands Bildender Künstler der DDR. Piniek erhielt in der DDR auch öffentliche Aufträge. So schuf er u. a. 1985 für die Jugendhochschule „Wilhelm Pieck“ das Gemälde Familie unterwegs (Öl, 109 × 137 cm).
Schwerpunkt im Werk Pinieks ist die Darstellung weitläufiger atmosphärischer Landschaftsräume aus der Überflugperspektive. Diese sind mit zivilisatorischen Fragmenten, unbestimmten Objekten und vereinzelten minimierten Figuren besetzt.
Hartmut Piniek lebt und arbeitet in Oelzschau.

## Ausstellungen

### Teilnahme an zentralen und wichtigen regionalen Ausstellungen in der DDR (unvollständig)
- 1984: Berlin, Altes Museum („Junge Künstler der DDR“)
- 1985: Leipzig, Bezirkskunstausstellung
- 1986: Altenburg/Thüringen, Lindenau-Museum („Anzeichen. Junge Künstler im Bezirk Leipzig“)
- 1986 und 1989: Berlin u. a. Städte („100 ausgewählte Grafiken“)
- 1987/1988: Dresden, X. Kunstausstellung der DDR
- 1989: Leipzig, Museum der bildenden Künste („1. Quadriennale. Zeichnungen der DDR“)

### Ausstellungen seit der deutschen Wiedervereinigung (unvollständig)
- 2013 Trilogie ´14: Mit dem Sonnenwind, Kunsthalle Wittenhagen
- 2013 Kunsthaus Müller, Wurzbach
- 2013 art meets architecture, Deutsche Bank, Frankfurt am Main
- 2011 Endzeit Wasser Land Luft, Kunstverein Leimen (E)
- 2010 BilderBühnen, Kunstarchiv Beeskow
- 2010 Die Siebzehnte, Leipziger Jahresausstellung
- 2009 60/40/20 – Kunst in Leipzig seit 1949, Museum der bildenden Künste Leipzig
- 2008 Xylon, Fernet Branca Contemporary Art Museum, Saint-Louis, Frankreich
- 2007 Austel 31, Kunsthalle der Sparkasse Leipzig
- 2007 Kunsthaus Müller, Wurzbach
- 2005 Blick in die sammlung/6, Kunsthalle der Sparkasse Leipzig
- 2003 Neue Chemnitzer Kunsthütte, Chemnitz (E)
- 2002 Schnittstellen/Interfaces, Xylon Fukumitsu Art Museum und Kyoto Seika University, Japan
- 2001 Auswahlausstellung 4. Lucas-Cranach-Preis der Stadt Kronach, Festung Rosenberg
- 2001 Linolschnitt heute V, Stadtmuseum Bietigheim-Bissingen
- 2000 Museen der Stadt Wolgast (E)
- 1998 Graphikangebot Müller, Großpösna
- 1997 Lust und Last. Leipziger Kunst seit 1945, Germanisches Nationalmuseum Nürnberg, Museum der bildenden Künste Leipzig
- 1996 Graphikangebot Müller, Großpösna
- 1995 Auftrag: Kunst 1949–1990, Deutsches Historisches Museum, Berlin
- 1993 Europapreis für Malerei, Stedelijk Museum Oostende, Belgien
- 1992 Bestandsaufnahme – Leipziger Kunst seit 1945, Museum der bildenden Künste Leipzig
- 1992 Galerie Schwind, Frankfurt am Main (E)
- 1992 Graphikangebot Müller, Großpösna
- 1991 Grafik fra Ost-Tyskland, Kunstforening Mandal, Kunstforening Stavangar, Norwegen

(E) = Einzelausstellung

## Museen und öffentliche Sammlungen mit Werken Pinieks
- Kupferstichkabinett Dresden
- Museum der bildenden Künste Leipzig
- Lindenau-Museum Altenburg[2][3]
- Deutsche Bank, Frankfurt am Main
- Kunsthalle der Sparkasse Leipzig[4]
- Sorbisches Museum Bautzen
- Neue Sächsische Galerie in Chemnitz
- Kunsthalle Bremen
- Deutsches Buch- und Schriftmuseum der Deutschen Bücherei Leipzig
- Stadtgeschichtliches Museum Leipzig
- Schloss Meiningen
- Kunstarchiv Beeskow